# Bollitore

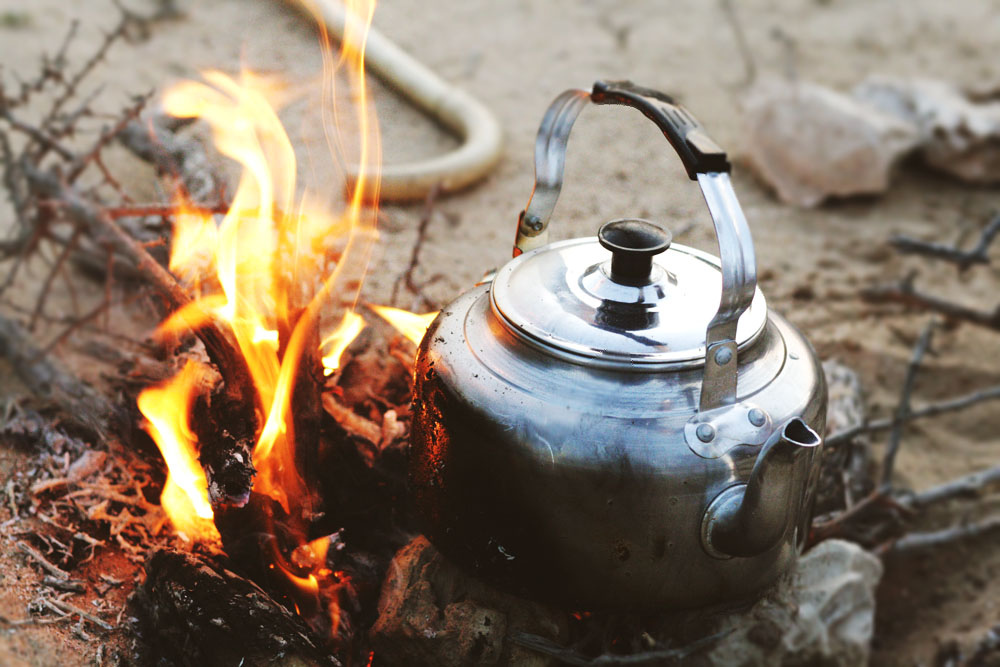
Un bollitore su un fuoco di bivacco

Un bollitore è uno strumento per riscaldare liquidi (solitamente acqua) sino all'ebollizione. 

## Caratteristiche
Nella sua forma più usuale è un contenitore metallico, ma il termine è usato anche in termotecnica per definire serbatoi (in genere di grandi dimensioni) in cui l'acqua viene riscaldata.
Un bollitore classico riceve il calore da un piano di cottura o da una stufa. I bollitori hanno di solito una maniglia sulla parte laterale superiore, un beccuccio e un coperchio, e talvolta anche un fischio a vapore (di vario tipo) che indica quando l'acqua è a ebollizione.
I bollitori moderni da piano cottura o da stufa sono fatti di acciaio inossidabile, materiale leggero durevole e di aspetto brillante. Si tratta di un materiale facile da pulire senza che venga danneggiato. Ci sono anche bollitori in rame, ferro, alluminio e ceramica.

## Bollitori elettrici

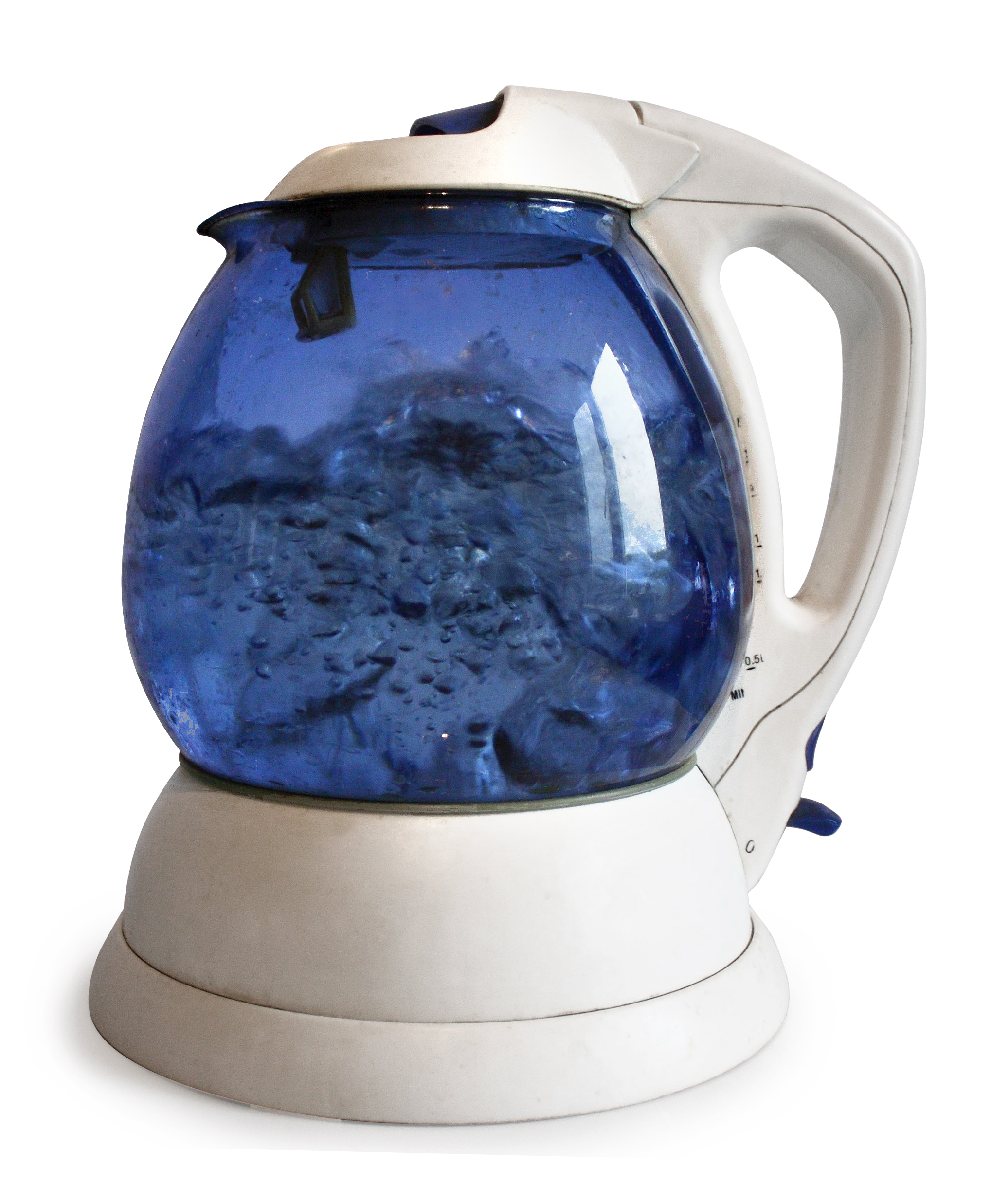
Un bollitore elettrico.

I bollitori elettrici non hanno bisogno di essere posti sul fuoco in quanto sono dotati di una resistenza interna che riscalda l'acqua portandola a ebollizione.
Sono costituiti da una brocca con coperchio che si innesta su una base che fornisce l'alimentazione elettrica; in genere la brocca è trasparente oppure vi è una finestra graduata che permette di controllare il livello dell'acqua contenuta. 
Spesso il bollitore elettrico viene utilizzato per riscaldare l'acqua al punto giusto per infusi, tè o tisane. Quando l'acqua arriva ad ebollizione l'alimentazione elettrica si disinserisce automaticamente.
Il bollitore elettrico fa parte della categoria dei cosiddetti "piccoli elettrodomestici", a cui appartengono anche il ferro da stiro, il ventilatore, l'aspirapolvere e piccoli strumenti da cucina.